# Atrochus tentaculatus
Atrochus tentaculatus is een raderdiertjessoort uit de familie Atrochidae. De wetenschappelijke naam van deze soort is voor het eerst geldig gepubliceerd in 1893 door Wierzejski.